# Toni Catany
Toni Catany, né Antoni Catany y Jaume à Llucmajor le 15 août 1942 et mort à Barcelone le 14 octobre 2013, est un photographe espagnol de Majorque. Il était reconnu pour son travail artistique dans le domaine de la photographie, notamment pour ses natures mortes et ses portraits. Son style était souvent caractérisé par son utilisation de la lumière et de l'ombre pour créer des compositions saisissantes. Ses œuvres ont été exposées dans le monde entier et sont conservées dans de nombreuses collections prestigieuses.

## Biographie
Catany, de formation autodidacte, a obtenu d'importants prix photographiques. En parallèle à ses recherches et expositions, Toni Canaty a réalisé la photo de l'album Alenar de la chanteuse Maria del Mar Bonet. Une chanson de cet album, Petita estança (Petite chambre), lui est dédiée.Toni Catany a reçu de nombreuses récompenses et distinctions tout au long de sa carrière. Parmi celles-ci, on peut citer le Prix national de la Photographie décerné par le Ministère de la Culture espagnol en 2001, ainsi que le Prix Bartolomé Ros de la Société d'Art Fotogràfic de Manacor en 1984. Ses œuvres ont également été exposées dans des galeries et des musées prestigieux à travers le monde, ce qui atteste de la reconnaissance internationale de son talent.

## Collections, expositions
- Festival de photographie méditerranéenne Photomed, Sanary-sur-Mer, 2015
- Autels profanes, Box Galerie, Bruxelles, 2013
- Château d'eau de Toulouse

## Publications
- 1987, Natures mortes
- 1991, La meva Mediterrània
- 1993, 
  - Somniar déus
  - Toni Catany: Photographies, 1976-1993, textes de Pierre Borhan, et Jean-Luc Monterosso, éditions Paris Audiovisuel  (ISBN 978-2904732591)
- 1994, Obscura memòria
- 1997, Fotografies et Cossiols
- 1998, Calotips
- 2000, Toni Catany, l'artista en el seu paradís
- 2002, Toni Catany

## Prix et récompenses
- 1991, prix spécial du meilleur livre pour "La meva mediterrania", Rencontres d'Arles.
- 2000, Premio Miquel dels Sants Oliver
- 2001,
  - Prix national de Artes Plásticas de la Généralité de Catalogne
  - Prix national de la photographie (Espagne)
- 2003, Prix Ramon Llull du Gouvernement des Îles Baléares